# Iran na Letnich Igrzyskach Olimpijskich 1952
Iran na Letnich Igrzyskach Olimpijskich 1952 reprezentowało 22 zawodników, tylko mężczyzn. Był to drugi oficjalny start reprezentacji Iranu na letnich igrzyskach olimpijskich (w 1900 roku miał miejsce start nieoficjalny – jeden irański szermierz startował na igrzyskach w Paryżu).
Reprezentanci Iranu zdobyli trzy srebrne i cztery brązowe medale. Pięć z nich wywalczyli w zapasach, dwa w podnoszeniu ciężarów. Liczba medali zdobytych na tych igrzyskach była najlepszym wynikiem irańskich sportowców aż do roku 2012, kiedy sportowcy z dawnej Persji zdobyli 12 medali.

## Zdobyte medale
| Medal  | Zawodnik            | Dyscyplina           | Konkurencja         |
| ------ | ------------------- | -------------------- | ------------------- |
| Srebro | Naser Giwehczi      | Zapasy               | st. wolny, do 62 kg |
| Srebro | Mahmud Namdżu       | Podnoszenie ciężarów | do 56 kg            |
| Srebro | Gholam Reza Tachti  | Zapasy               | st. wolny, do 79 kg |
| Brąz   | Tofigh Dżahanbacht  | Zapasy               | st. wolny, do 67 kg |
| Brąz   | Ali Mirzaji         | Podnoszenie ciężarów | do 56 kg            |
| Brąz   | Abdollah Modżtabawi | Zapasy               | st. wolny, do 73 kg |
| Brąz   | Mahmud Mollaghasemi | Zapasy               | st. wolny, do 52 kg |

## Skład reprezentacji

### Boks
Źródło:
- Fazlollah Nikkah – waga kogucia (−54 kg): odpadł w drugiej rundzie (9T),
- Emanoul Aghasi – waga piórkowa (−57 kg): odpadł w pierwszej rundzie (17T),
- Petros Nazarbegijan – waga lekka (−60 kg): odpadł w drugiej rundzie (9T),
- Ebrahim Afszarpur – waga lekkopółśrednia (−63,5 kg): odpadł w pierwszej rundzie (17T),
- Żorż Isabek – waga półśrednia (−67 kg): odpadł w drugiej rundzie (9T),
- Ardaszes Saginijan – waga lekkośrednia (−71 kg): odpadł w pierwszej rundzie (17T).

### Lekkoatletyka
Źródło:
- Ali Baghbanbashi – bieg na 5000 metrów: odpadł w eliminacjach,
- Ali Baghbanbashi – bieg na 3000 metrów z przeszkodami: odpadł w eliminacjach.

### Podnoszenie ciężarów
Źródło:
- Mahmud Namdżu – do 56 kg: 2. miejsce,
- Ali Mirzaji – do 56 kg: 3. miejsce,
- Mohssain Tabatabaie – do 60 kg: 8. miejsce,
- Hassan Ferdus – do 67,5 kg: 5. miejsce,
- Dżalal Mansouri – do 75 kg: 8. miejsce,
- Mohammad Hassan Rahnawardi – do 82,5 kg: 4. miejsce,
- Firuz Pojhan – do 90 kg: 5. miejsce.

### Zapasy
Styl wolny
Źródło:
- Mahmud Mollaghasemi – do 52 kg: 3. miejsce,
- Mohamed Mehdi Yaghoubi – do 57 kg: wyeliminowany po 3 z 7 pojedynków,
- Naser Giwehczi – do 62 kg: 2. miejsce,
- Tofigh Dżahanbacht – do 67 kg: 3. miejsce,
- Abdollah Modżtabawi – do 73 kg: 3. miejsce,
- Gholam Reza Tachti – do 79 kg: 2. miejsce,
- Abbas Zandi – do 87 kg: 5. miejsce,
- Ahad Vafadar – powyżej 87 kg: wyeliminowany po 2 z 6 pojedynków.